# Dar'ja Šmelëva
Dar'ja Michajlovna Šmelëva (in russo Дарья Михайловна Шмелёва?; Mosca, 26 ottobre 1994) è una pistard russa, vincitrice di quattro titoli mondiali, due nei 500 metri a cronometro e due nella velocità a squadre, e dell'argento olimpico nella velocità a squadre a Rio de Janeiro 2016.

## Palmarès
- 2012

Memorial Lesnikov, Velocità a squadre (con Anastasija Vojnova)
- 2014

Memorial Lesnikov, Velocità a squadre (con Anastasija Vojnova)
Grand Prix of Germany, Velocità a squadre (con Anastasija Vojnova)
Campionati europei Juniores & U23, Velocità a squadre Under-23 (con Anastasija Vojnova)
- 2015

3ª prova Coppa del mondo 2014-2015, Velocità a squadre (Cali, con Ekaterina Gnidenko)
Memorial Lesnikov, Velocità a squadre (con Anastasija Vojnova)
Campionati europei Juniores & U23, Velocità a squadre Under-23 (con Anastasija Vojnova)
Campionati europei, Velocità a squadre (con Anastasija Vojnova)
- 2016

3ª prova Coppa del mondo 2015-2016, velocità a squadre (Hong Kong, con Anastasija Vojnova)
Campionati del mondo, velocità a squadre (con Anastasija Vojnova)
Grand Prix of Tula, velocità a squadre (con Anastasija Vojnova)
Memorial Lesnikov, velocità a squadre (con Anastasija Vojnova)
Campionati russi, 500 metri a cronometro
Campionati europei, 500 metri a cronometro
Campionati europei, velocità a squadre (con Anastasija Vojnova)
- 2017

4ª prova Coppa del mondo 2016-2017, velocità a squadre (Los Angeles, con Anastasija Vojnova)
Campionati del mondo, 500 metri a cronometro
Campionati del mondo, velocità a squadre (con Anastasija Vojnova)
Grand Prix of Tula, keirin
Grand Prix of Moscow, keirin
Grand Prix of Brno, velocità
Grand Prix of Brno, keirin
Campionati russi, velocità
Campionati russi, keirin
Campionati europei, velocità a squadre (con Anastasija Vojnova)
2ª prova Coppa del mondo 2017-2018, 500 metri a cronometro (Manchester)
- 2018

Grand Prix of Tula, velocità
Grand Prix of Tula, keirin
Campionati russi, keirin
Campionati europei, velocità
Campionati europei, 500 metri a cronometro
Campionati europei, velocità a squadre (con Anastasija Vojnova)
1ª prova Coppa del mondo 2018-2019, velocità a squadre (Saint-Quentin-en-Yvelines, con Anastasija Vojnova)
3ª prova Coppa del mondo 2018-2019, velocità a squadre (Berlino, con Anastasija Vojnova)
- 2019

Campionati del mondo, 500 metri a cronometro
Astana, Velocità
Astana, Keirin
GP Moscow, Velocità
Giochi europei, 500 metri a cronometro
Giochi europei, Velocità a squadre (con Anastasia Voynova)
Campionati russi, Keirin
Campionati europei, Velocità a squadre (con Anastasija Vojnova)
Coppa del mondo 2019-2020, Velocità a squadre (Minsk, con Ekaterina Rogovaya)
Coppa del mondo 2019-2020, Velocità a squadre (Glasgow, con Ekaterina Rogovaya)
- 2020

GP Moscow, Velocità
GP Moscow, Velocità a squadre (con Ekaterina Rogovaya)
Campionati russi, Velocità
Campionati europei, 500 metri a cronometro
Campionati europei, Velocità a squadre (con Anastasija Vojnova e Natalia Antonova)
- 2021

GP Moscow, Velocità
GP Moscow, Keirin
GP Moscow, Velocità a squadre (con Anastasija Vojnova e Yana Burlakova)
St. Petersburg, Velocità
St. Petersburg, Velocità a squadre (con Anastasija Vojnova e Yana Burlakova)
Campionati russi, Velocità
Campionati europei, 500 metri a cronometro

## Piazzamenti

### Competizioni mondiali
- Campionati del mondo

Minsk 2013 - 500 metri a cronometro: 10ª
Saint-Quentin-en-Yvelines 2015 - Velocità a squadre: 2ª
Saint-Quentin-en-Yvelines 2015 - 500 metri: 8ª
Londra 2016 - Velocità a squadre: vincitrice
Londra 2016 - 500 metri: 4ª
Londra 2016 - Velocità: 13ª
Hong Kong 2017 - Velocità a squadre: vincitrice
Hong Kong 2017 - 500 metri: vincitrice
Hong Kong 2017 - Velocità: 11ª
Apeldoorn 2018 - Velocità a squadre: 3ª
Apeldoorn 2018 - Keirin: 11ª
Apeldoorn 2018 - 500 metri: 2ª
Apeldoorn 2018 - Velocità: 5ª
Pruszków 2019 - Velocità a squadre: 2ª
Pruszków 2019 - Keirin: 3ª
Pruszków 2019 - 500 metri: vincitrice
Pruszków 2019 - Velocità: 9ª
Berlino 2020 - Velocità: 23ª
Berlino 2020 - Keirin: 23ª
Berlino 2020 - 500 metri: 6ª
Berlino 2020 - Velocità a squadre: 4ª
Roubaix 2021 - Velocità: 13ª
Roubaix 2021 - Keirin: 6ª
Roubaix 2021 - 500 metri: 3ª
Roubaix 2021 - Velocità a squadre: 2ª
- Giochi olimpici[1]

Rio de Janeiro 2016 - Velocità a squadre: 2ª
Rio de Janeiro 2016 - Keirin: 13ª
Rio de Janeiro 2016 - Velocità: 22ª
Tokyo 2020 - Velocità a squadre: 3ª
Tokyo 2020 - Keirin: 10ª
Tokyo 2020 - Velocità: 17ª

### Competizioni europee
- Campionati europei

Panevėžys 2012 - Velocità a squadre: 2ª
Anadia 2013 - Velocità Under-23: 5ª
Anadia 2013 - 500 metri a cronometro Under-23: 2ª
Anadia 2014 - Velocità Under-23: 6ª
Anadia 2014 - 500 metri a cronometro Under-23: 2ª
Anadia 2014 - Velocità a squadre Under-23: vincitrice
Atene 2015 - 500 metri a cronometro Under-23: 2ª
Atene 2015 - Velocità a squadre Under-23: vincitrice
Grenchen 2015 - 500 metri a cronometro: 3ª
Grenchen 2015 - Velocità a squadre: vincitrice
Saint-Quentin-en-Yvelines 2016 - 500 metri a cronometro: vincitrice
Saint-Quentin-en-Yvelines 2016 - Velocità a squadre: vincitrice
Berlino 2017 - Velocità: 3ª
Berlino 2017 - Keirin: 8ª
Berlino 2017 - 500 metri a cronometro: 3ª
Berlino 2017 - Velocità a squadre: vincitrice
Glasgow 2018 - Velocità: vincitrice
Glasgow 2018 - Keirin: 3ª
Glasgow 2018 - 500 metri a cronometro: vincitrice
Glasgow 2018 - Velocità a squadre: vincitrice
Apeldoorn 2019 - Velocità: 8ª
Apeldoorn 2019 - Keirin: 3ª
Apeldoorn 2019 - 500 metri a cronometro: 2ª
Apeldoorn 2019 - Velocità a squadre: vincitrice
Plovdiv 2020 - Velocità: 2ª
Plovdiv 2020 - 500 metri a cronometro: vincitrice
Plovdiv 2020 - Velocità a squadre: vincitrice
Grenchen 2021 - Velocità: 8ª
Grenchen 2021 - Keirin: 9ª
Grenchen 2021 - 500 metri a cronometro: vincitrice
Grenchen 2021 - Velocità a squadre: 3ª
- Giochi europei

Minsk 2019 - Velocità: 3ª
Minsk 2019 - Keirin: 3ª
Minsk 2019 - 500 metri a cronometro: vincitrice
Minsk 2019 - Velocità a squadre: vincitrice